# 雷明登V3半自動霰彈槍
雷明登V3（英語：Remington V3）是一系列由美国槍械製造商雷明登武器公司所研製和生產，並於2015年推出的氣動式半自動霰彈槍，彈膛可裝填23⁄4英吋與3英吋“麥格農”的12铅径霰彈藥筒。在2015年，該霰彈槍獲《運動至遠方》杂志選為編者選擇。

## 設計
V3採用了雷明登與先前的Versa Max以上相似的專利級氣動式再上膛系統。用以裝填藥筒的膛室具有一系列導氣孔，用以在擊發調節火藥燃氣量；較短的藥筒會使膛室露出比較長的藥筒較多的導氣孔。儘管兩者的設計相似，但V3並不與Versa Max共享內部零件。與Versa Max相比，V3比較輕便，而價格也較為便宜。

## 款式
雷明登提供了多款V3型號，其中一部份以野外運動型（Field Sport）的形式銷售，而其他則是專業型（Pro）。截至2020年6月，雷明登官方網站以上列出了八個版本：
- 專業型：水禽型、土耳其型
- 野外運動型：胡桃木型、黑色合成纖維型、真樹木材型、莫西奧克分解國度型、莫西奧克葉片型、莫西奧克NWTF（英语：National Wild Turkey Federation）痴迷型

另外還有兩種戰術款式，即戰術型和競賽戰術型。

## 資料來源
1. 1 2 3  . remington.com.   [June 6, 2020]. （原始内容存档于2020-10-30）.
2. ↑   (PDF). remington.com.   [June 6, 2020]. （原始内容 (PDF)存档于2020-10-28）.
3. 1 2 3 4 5  Hendricks, Bryan. . shotgunlife.com.   [June 6, 2020]. （原始内容存档于2020-06-07）.
4. ↑  Zent, John. . American Rifleman. August 29, 2016  [June 6, 2020]. （原始内容存档于2021-02-27）.
5. ↑  . remington.com.   [June 6, 2020]. （原始内容存档于2020-10-30）.

## 外部連結
- YouTube.com—American Rifleman Television: Remington V3 Shotgun Review （页面存档备份，存于）
- YouTube.com—GOGTV 2017 - Remington V3 Field Sport （页面存档备份，存于）